# Gowron
Gowron è un personaggio immaginario dell'universo fantascientifico di Star Trek. Appare nelle serie televisive The Next Generation e Deep Space Nine, interpretato dall'attore Robert O'Reilly. Gowron è un Klingon, Cancelliere Supremo dell'Alto Consiglio dell'Impero Klingon.

## Storia del personaggio

### Star Trek: The Next Generation
Gowron è un Klingon appartenente a uno dei Casati più importanti dell'Impero, e molto vicino a K'mpec, Cancelliere dell'Alto Consiglio. La sua ambizione di succedere al vecchio e morente signore della guerra è ostacolata dall'infido Duras, figlio di Ja'rod, la cui famiglia da molti anni complotta con i Romulani, tortuosi nemici dell'impero.
Tuttavia, alla morte di Duras per mano di Worf nel 2367, l'ascesa di Gowron al rango di Cancelliere è assicurata, anche grazie alla rettitudine del capitano Jean-Luc Picard, nominato Arbitro alla Successione da K'mpec; ma Gowron dovrà lottare con le sorelle del suo defunto avversario, Lursa e B'Etor, per consolidare la propria posizione politica e militare. Alla fine della guerra civile restituisce a Worf e al fratello Kurn l'onore che avevano perduto per colpa di Duras.

### Star Trek: Deep Space Nine
(Gowron, Navigando contro vento)
In seguito alla condanna da parte della Federazione dei Pianeti Uniti dell'invasione di Cardassia da parte dei Klingon, Gowron decide di annullare i termini degli Accordi di Khitomer e annuncia di non voler cedere le colonie cardassiane annesse durante l'occupazione intimando peraltro alla Federazione di sgomberare entro dieci giorni il settore Archanis, che considera territorio klingon.
Successivamente è costretto ad accettare l'infiltrazione a Ty'Gokor di Benjamin Sisko, Odo, Miles O'Brien e Worf, grazie alla quale viene scoperto che un mutaforma ha sostituito il generale Martok. Intorno alla metà dello stesso anno, dopo che i Cardassiani si uniscono al Dominio, ripristina gli Accordi di Khitomer.
Gowron assume il comando delle forze armate in guerra contro il Dominio, sollevando Martok dall'incarico. I suoi ordini imprudenti portano però ad una progressiva sfiducia da parte degli alti comandanti, che sfocia in un'aperta critica che Worf gli rivolge. Ne segue un duello all'ultimo sangue nel quale Worf ha la meglio uccidendo Gowron e venendo quindi nominato Cancelliere, ruolo che cede immediatamente a Martok, il quale riprende anche il comando delle forze armate.

## Filmografia

### Cinema
- Hallmark: Bird-of-Prey Christmas Ornament - cortometraggio direct-to-video (1994)

### Televisione
- Star Trek: The Next Generation - serie TV, 4 episodi (1990-1993)
- Star Trek: Deep Space Nine - serie TV, 7 episodi (1994-1999)

## Libri (parziale)

### Guide e manuali
- (EN) Marc Okrand, The Klingon Way: A Warrior's Guide, New York, Pocket Books, 1996, ISBN 0671855514.
- (EN) Blaine Lee Pardoe e Dan P. Plunkett, The Official Klingon Honor Guard Strategy Guide, Bradygames, 1998, ISBN 1566868319.

### Romanzi
- (EN) Dean Wesley Smith e Kristine Kathryn Rusch, Klingon, collana Star Trek, New York, Pocket Books, 1996, ISBN 0671002570.
- (EN) Keith R.A. DeCandido, Enterprises of Great Pitch and Moment, collana Star Trek: The Next Generation: Slings and Arrows, n. 6, New York, Pocket Books, 2008, ISBN 1416550275.

## Giochi

### Videogiochi
- Star Trek: Klingon (1996)
- Star Trek: The Next Generation: Klingon Honor Guard (1998)
- Star Trek Timelines (2020)